# سيرجيو تشامورو
سيرجيو تشامورو (بالإسبانية: Sergio Chamorro)‏ هو لاعب كرة قدم نيكاراغوي في مركز حراسة المرمى، ولد في 25 نوفمبر 1971 في بلوفيلدز في نيكاراغوا. شارك مع منتخب نيكاراغوا لكرة القدم. أما مع النوادي، فقد لعب مع Real Estelí FC ‏.

## وصلات خارجية
- سيرجيو تشامورو على موقع الاتحاد الدولي (مؤرشف)  (الإنجليزية)
- سيرجيو تشامورو على موقع قاعدة بيانات كرة القدم.إي يو (الإنجليزية)
- سيرجيو تشامورو على موقع ناشيونال فوتبول تيمز (الإنجليزية)